# Diana De Filpo
Diana De Filpo (28. srpna 1677, Cassano all'Ionio – 22. května 1722, tamtéž) byla italská terciářka Řádu Nejmenších bratří sv. Františka z Pauly.

## Život
Narodila se 28. srpna 1677 v Cassano all'Ionio jako dcera lékaře a profesora Marcella De Filpo a jeho manželky Anny roz. Castellano.
Roku 1691 přijala hábit terciářů Řádu Nejmenších bratří sv. Františka z Pauly. Tento třetí řád v jejím rodném městě nepůsobil až do 10. února 1719. Dne 11. února 1720 složila své řeholní sliby. Stala se tak první terciářkou v Cassanu.
Zřekla se společenského postavení a světských požitků. Byla vždy milující a nápomocná.
Zemřela 22. května 1722 ve 45 letech. Po její smrti bylo několik věřících svědkem mnoha zázraků, které podnítily intenzivní lidovou úctu a umožnily zahájit proces svatořečení.

## Proces svatořečení
Její proces svatořečení byla zahájen 5. května 1749 v diecézi Cassano all'Jonio